# Juan Carlos Espinoza
Juan Carlos Espinoza Reyes (Talcahuano, 5 luglio 1991) è un ex calciatore cileno, di ruolo difensore.